# Moritz Stefaner

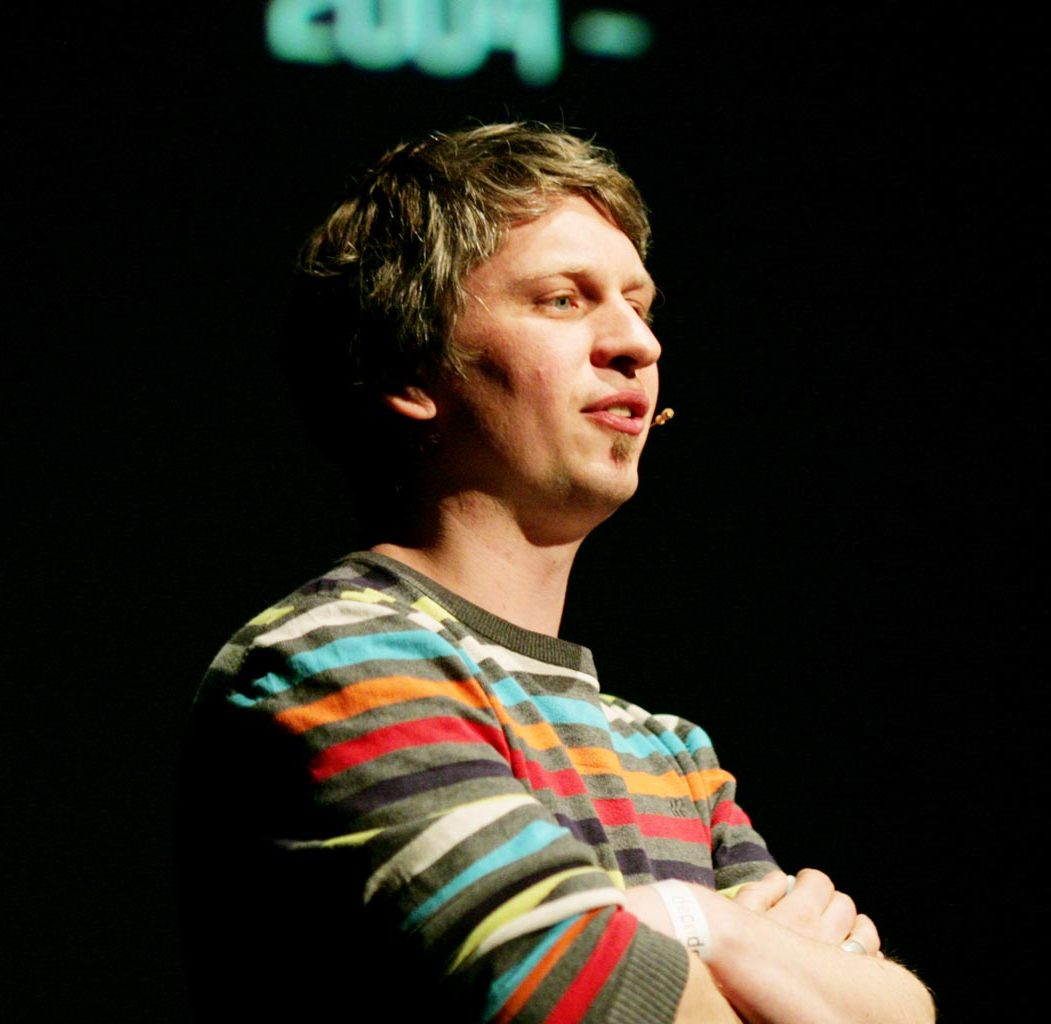
Moritz Stefaner (2010)

Moritz Stefaner ist ein deutscher Experte für Datenvisualisierung. Er arbeitet unter anderem für die OECD, das World Economic Forum, Skype, dpa und die Max-Planck-Gesellschaft. Stefaner hat wiederholt den Kantar Information is Beautiful Preis gewonnen. Seine Datenvisualisierungen sind auf der Biennale in Venedig und bei Ars Electronica ausgestellt worden. Beiträge Stefaners finden sich in Beautiful Visualisation (eine Veröffentlichung von Springer) und Interviews mit ihm finden sich in den Büchern New Challenges for Data Design und Alberto Cairo’s The functional art.
Eine von Stefaners bekanntesten Arbeiten ist die Visualisierung des OECD Better Life Indexes. Weiterhin sind auch seine Installation On Broadway, seine Arbeit für die FIFA, und das Design des OECD Portals bekannt.
Mit Enrico Bertini, produziert Stefaner das Podcast Data Stories. Stefaner studierte Cognitive Science (B.Sc., Universität Osnabrück) und Interface Design (M.A., Fachhochschule Potsdam). Er lebt in Lilienthal.